# جائزة الأرجنتين الكبرى 1953
جائزة الأرجنتين الكبرى 1953 هو سباق فورمولا 1 أقيم بتاريخ 18 يناير 1953 في بوينس آيرس، الأرجنتين. كان الأول من أصل 9 في بطولة العالم لسباقات الفورمولا واحد موسم 1953. حلّ الإيطالي البرتو اسكاري أولا.